# 柏培拉
柏培拉是位于非洲之角北部亚丁湾沿岸的一座良港，是索馬利蘭最大的海港以及萨赫勒州的首府，2005年人口约60,000多人。

## 歷史
柏培拉被認為是索馬里城邦時期的馬勞港（古希臘語：Μαλαὼ），公元1世紀爱利脱利亚海周航记裡第八章中有所描述：
“在Avalites之後還有另一個集鎮，比這個更好，叫做Malao，距離大約八百斯塔迪亞的帆。錨地是一個開放的路堤，被從東邊跑出來的一個吐痰所遮蔽。這裡的當地人更加和平。已經提到的東西進口到這個地方，還有許多來自Arsinoe的長袍，披風，穿著和染色布; 水杯，少量的軟銅片，鐵和金銀幣，這些地方有沒藥、一些“遠方”乳香、較硬的肉桂、杜阿卡、印度柯巴和馬基爾，這些都是進口到阿拉伯的；還有奴隸，但很少。”
—— 第8章
9世紀時，唐朝段成式《酉阳杂俎》称之为「撥拔立」：“撥拔力國，在西南海中，不食五穀，食肉而已。常針牛畜脈，取血和乳生食。無衣服，唯腰下用羊皮掩之。其婦人潔白端正，國人自掠賣與外國商人，其價數倍。土地唯有象牙及阿末香。波斯商人欲入此國，圍集數千，人齋紲布，沒老幼共刺血立誓，乃市其物。自古不屬外國。戰用象排、野牛角為槊，衣甲弓矢之器。步兵二十萬。大食頻討襲之”，南宋赵汝适 《诸番志》称为「弼琶囉国」：“弼琶囉國，有四州，餘皆村落，各以豪強相尚。事天不事佛。土多駱駞、綿羊，以駱駞肉幷乳及燒餅為常饌。產龍涎，大象牙及大犀角，象牙有重百餘斤，犀角重十餘斤。亦多木香、蘇合香油、沒藥，瑇瑁至厚。他國悉就販焉。又產物名駱駞鶴，身項長六七尺，有翼能飛，但不甚高。獸名徂蠟，狀如駱駞，而大如牛，色黃，前脚高五尺，後低三尺，頭高向上，皮厚一寸。又有騾子，紅、白、黑三色相間，紋如經帶，皆山野之獸，往往駱駞之別種也。國人好獵，時以藥箭取之”。
13至16世紀相繼成為伊法特蘇丹國、阿達爾蘇丹國的主要港口。在英國進入此區之前，Habr Awal氏族曾控制柏培拉並共同管理其貿易，作為保護者（abans）分享來自阿拉伯和印度商人的所有商業交易利潤，1827年英國發動柏培拉之戰，1840年英國占領非洲之角北部，1887年宣布該地納入英屬索馬利蘭，殖民期間曾計畫修建連結義屬衣索比亞哈勒爾鐵路，但因怕損及與法國友好協議（法屬索馬利）而被英國國會否決。
1960年6月26日成為新獨立國家索馬利蘭國的領土，五天後再與剛獨立的義屬索馬利蘭合併為「索馬利亞共和國」，1980年代前幾乎所有牲畜出口都是經柏培拉港出口的，主要出口至沙烏地阿拉伯。1969年蘇聯協助在此建設現代化的港口設施和軍事基地，1971年有16艘蘇聯艦艇出征。1977年索馬利亞共和國和衣索比亞爆發歐加登戰爭後，蘇聯因支持索馬利亞而撤離了柏培拉與索馬利亞，1980年美國在柏培拉投入4000萬美元資源。1985年柏培拉人口估計有70,000人，1986年索馬利亞開始動盪，索馬里亞政府為政壓索馬里民族運動 (SNM) 而空中轟炸此區，1991年獨裁政權穆罕默德·西亞德·巴雷垮台後爆發索馬利亞內戰，索馬里共和國北部地區（原英屬索馬利蘭）宣布獨立索馬里蘭共和國，隨後柏培拉也開始緩慢的重建基礎設施。